# Vidljivost
Vidljivost je najveća udaljenost na kojoj se danju na obzoru (horizontu) na svijetloj pozadini neba golim okom dobro razabire taman predmet, a noću svjetlost poznate jačine. Vidljivost se utvrđuje danju s pomoću takozvanog repera (izrazitih predmeta kojima je udaljenost poznata, na primjer tornjeva, drveća), a noću s pomoću svjetala. U meteorologiji se vidljivost određuje u različitim smjerovima. U vremenskim prognozama obično se objavljuje najmanja vidljivost.

## Vidljivost u atmosferi
Daljina vidljivosti ili vidljivost određena je stupnjem raspršivanja svjetlosti ili difuznom refleksijom u atmosferi. Vidljivost ima posebno značenje u kopnenom, zračnom i pomorskom prometu, pa se razmatra odvojeno dnevna i noćna vidljivost. 

### Vidljivost danju
Danju se promatraju udaljeni predmeti na nekoj pozadini, najčešće svijetloj pozadini neba. Vidljivost zavisi od mnogih činilaca: od optičkog stanja atmosfere određenoj, s jedne strane, oslabljenjem svjetlosnog snopa od predmeta do promatrača te, s druge strane, prisutnošću čestica na kojima se svjetlost raspršuje; od svojstava promatranog predmeta (kutna visina, oblik, boja i stupanj reflektivnosti svjetla od premeta i drugo); od svojstava pozadine na kojoj se promatra predmet (njegove svjetline, boje i drugo); od stupnja osvijetljenosti te od fizioloških svojstava oka promatrača. 
Neki predmet dovoljne veličine može se promatrati samo ako se razlikuje svojom svjetlinom ili bojom od pozadine na kojoj se ističe. Ta se razlika opisuje takozvanim kontrastom k s obzirom na svjetlinu, odnosno na boju ili oboje. Ako se između predmeta i oka promatrača zamisli stožac, kojemu se vrh nalazi u oku promatrača, a osnovica ili baza u razini predmeta, onda raspršenje svjetlosti na molekulama i česticama u promatranom stožcu stvara neku vrstu svjetlosne zavjese ili koprene. Prividni se kontrast između predmeta i svjetlije pozadine u toliko više smanjuje u koliko se povećava udaljenost oka od predmeta. S dovoljno velikom udaljenošću dosegne kontrast graničnu vrijednost kad se predmet više ne može vidjeti. Prag kontrastne osjetljivosti oka ε za gubitak vidljivosti predmeta uzima se da je 0,02, a on zavisi od kutnih dimenzija predmeta. Po danu za kutne dimenzije predmeta veće od 20', ε ostaje nepromijenjen i ne zavisi od osvijetljenosti i veličine predmeta. U sumrak i noću, kad se osvijetljenost znatno smanjuje, ε se povećava.
Za razliku od optičke vidljivosti, koja zavisi od brojnih već navedenih čimbenika, u praksi služi pojam meteorološka vidljivost, pod kojom se podrazumijeva najveća udaljenost na kojoj motritelj normalnog vida uz postojeću prozirnost atmosfere može vidjeti i raspoznati taman predmet određenih mjera (takozvani reper), kad se on ističe na nebu prema obzoru (horizontu). Kutni promjer predmeta treba da bude veći od 20'. Vidljivost se određuje u vodoravnom ili približno vodoravnom smjeru, pa se takva vidljivost naziva vodoravnom vidljivošću (kraće vidljivost). Na aerodromima se određuje i okomita i kosa vidljivost. 
Meteorološka vidljivost S se određuje omjerom:
{\displaystyle S=-{\frac {\ln \epsilon }{\alpha }}}
gdje je: ε - prag kontrastne vidljivosti, a α - indikator ili pokazatelj oslabljenja svjetlosti, vezan s prozirnošću atmosfere. Prema sadržaju aerosola daljina se vidljivosti mijenja u širokom opsegu. Za idealno čistu atmosferu vidljivost je oko 350 kilometara. Indikator α dobiva se nadalje iz odnosa:
{\displaystyle e^{-\alpha \cdot l}=p^{l}}
gdje je: l - udaljenost repera od promatrača, a p - koeficijent prozirnosti atmosfere sveden na jediničnu udaljenost. Za meteorološku je vidljivost prema definiciji ε = 0,02, pa je:
{\displaystyle S_{met}\approx {\frac {3{,}91}{\alpha }}}
i time Smet određuje stanje prozirnosti atmosfere. 
Na meteorološkim se postajama većinom subjektivno određuje vidljivost desetstupanjskom skalom prikazanom u tablici. 
| Stupanj | Udaljenost d na kojoj se reper vidi (km) |
| ------- | ---------------------------------------- |
| 0       | d < 0,05                                 |
| 1       | od 0,05 do 0,2                           |
| 2       | od 0,2 do 0,5                            |
| 3       | od 0,5 do 1                              |
| 4       | od 1 do 2                                |
| 5       | od 2 do 4                                |
| 6       | od 4 do 10                               |
| 7       | od 10 do 20                              |
| 8       | od 20 do 50                              |
| 9       | d > 50                                   |

Kod određivanja vidljivosti odabiru se reperi na standardnim udaljenostima od promatrača, što tamnije boje (po mogućnosti crne), koji se ističu prema nebu i koji u vodoravnom smjeru nemaju kutni promjer veći od 5°, a manje od 20’ (zvonici, stupovi, usamljene kuće i slično). Valja istaći da u prirodi nema apsolutno crnih tijela, pa je zbog toga meteorološka vidljivost zapravo veća od stvarne.

### Vidljivost noću
Određivanje vidljivosti noću i u sumrak osniva se na ustanovljivanju vidljivosti umjetnih izvora svjetlosti (električna žarulja). U tu je svrhu, osim udaljenosti izvora svjetlosti, potrebno poznavati i jakost izvora svjetlosti. Jakost svjetlosti dobiva se množenjem snage žarulje s faktorom 1,7 kandela po vatu. 
Da bi se dobila veza između danje i noćne vidljivosti, uzima se najprije da se izvor svjetlosti nalazi na takvoj udaljenosti da ga se može smatrati točkastim. Vidljivost se tada određuje pomoću osvjetljenja E u zjenici oka promatrača. Ta veličina zavisi od jakosti zračenja izvora svjetlosti I, udaljenosti izvora svjetlosti l od motritelja i od stupnja prozirnosti p, to jest:
{\displaystyle E={\frac {I}{l^{2}}}\cdot p^{l}={\frac {I}{l^{2}}}\cdot e^{-\alpha \cdot l}}
Izvor svjetlosti vidjet će se sve do tada dok E bude veće od praga svjetlosne osjetljivosti oka, to jest minimalnog osvjetljenja E0, koje još može zamijeniti oko. Ta je pak veličina zavisna od svjetline pozadine, donekle drukčija kod različitih ljudi, i mijenja se čak kod istog motritelja. Osobito ju mnogo mijenjaju uvjeti motrenja: posebno ako motritelj uđe u tamu iz osvjetljenog prostora. Vrijeme prilagodbe oka (adaptacije oka) je najmanje od 10 do 15 minuta. Kao srednja vrijednost kod opažanja u prirodi uzima se vrijednost minimalnog osvjetljenja E0 = 2∙10-7 lx.
Ako se E izjednači s pragom osjetljivosti E0, dobije se on a granična udaljenost L iza koje se svjetlost više neće vidjeti, pa se vidljivost određuje iz izraza:
{\displaystyle E_{0}={\frac {I}{L^{2}}}\cdot e^{-\alpha \cdot L}}
Uzme li se za E0 vrijednost 2∙10-7 lx, uz poznatu vrijednost jakosti svjetla I i nađe li se iz motrenja vrijednost L, može se odrediti p, pa iz izraza:
{\displaystyle p^{L}=e^{-\alpha \cdot L}}
i veličina α, koja određuje meteorološku vidljivost Smet. Tako na primjer za žarulju snage 200 W, za koju je u danoj situaciji određena vidljivost noću 2 000 m, dobiva se odgovarajuća dnevna vidljivost 1 300 m. Obično se za preračunavanje upotrebljavaju nomogrami. 

### Vizibilimetri
Vizibilimetri su mjerni instrumenti za mjerenje vidljivosti. Najčešće se upotrebljavaju na zračnim lukama, a sastoje se od davača izvora svjetlosti i niza reflektora postavljenih na različitim udaljenostima od mjesta opažanja. Moderne izvedbe vizibilimetara koriste se laserskim zrakama, a vrijednost vidljivosti pokazuju se na digitalnim pokazivalima ili se zapisuju na pisalu.

## Obzor
Pravi obzor se najčešće razlikuje od prirodnog obzora zbog raznih prepreka. Na oceanu, na razini mora, daleko od kopna, astronomski, pravi i prirodni obzor su jednaki. Uzdignete li se iznad morske površine, prividni ili vidljivi obzor se spušta ispod astronomskog obzora.
Prije izuma radija, udaljenost do prirodnog obzora ili daljina obzora je ujedno predstavljala maksimalni komunikacijski domet. Udaljenost prirodnog obzora na oceanu iznosi približno {\displaystyle {\sqrt {13\cdot h}}} km, gdje h predstavlja visinu očiju promatrača u metrima.
Primjer:
- Za promatrača čije su oči na visini 1,70 m, obzor je udaljen 4,7 km;
- Za promatrača čije su oči na visini 100 m, obzor je udaljen 36 km.

Ova se dva promatrača međusobno mogu vidjeti s udaljenosti od 40,7 km (4,7 km + 36 km). Naravno, ovaj račun ne uzima u obzir prozirnost atmosfere (vidljivost).